# Phytoliriomyza dorsata
Phytoliriomyza dorsata (лат.) — вид мелких минирующих мух рода Phytoliriomyza из подсемейства Phytomyzinae (Agromyzidae, Diptera). Находки зарегистрированы из Европы, Северной Америки и Японии.

## Описание
Среднеразмерный жёлтый вид (длина крыла 1,7—1,8 мм) с беловато-жёлтым щитиком с одной медиальной и двумя парами серых латеральных полос, чёрными 1-ми члениками жгутика, жёлтыми максиллярными щупиками, жёлтыми жужжальцами и жёлтыми ногами. Эпандрий самца внутренне-латерально с гребнем, состоящим из шести сросшихся длинных бугорков, а сурстилус с двумя бугорками. Личинка минирует таллом печёночного мха маршанции изменчивой (Marchantia polymorpha).